# Mező Béla (olimpikon)
Mező Béla, teljes nevén Mező Béla Elemér (Nagyfalu, 1883. július 11. – Budapest, VIII. kerület, 1954. április 17.) magyar könnyűatléta olimpikon, orvos és egyetemi tanár.

## Élete
Mező Gyula és Greibel Ida fia. Részt vett az atlétikai versenyeken a Saint Louis-i 1904. évi nyári olimpiai játékokon, a 60 méteres, 100 méteres síkfutás és távolugrás számokban. Az első két számban kiesett, míg a távolugrás során meghatározatlan eredményt ért el, de kisebbet mint a hatodik helyezés. 1906-ban a Budapesti Tudományegyetemen doktorált, majd három évvel később sebész szakorvosi vizsgát tett. 1914-ben a főváros szolgálatába lépett mint a Szent János Kórház sebészeti osztályának rendelőorvosa. 1919-ben a húgyivarszervek sebészi megbetegedései című tárgykörből magántanári képesítést szerzett. 1922-től Budapesten dolgozott sebészfőorvosként. Tagja volt a Budapesti Orvosi Újság szerkesztőbizottságának.
Első felesége Welkow Irén volt, akit 1912. április 24-én vett nőül. azonban négy évvel később elváltak. Második házastársa Marič Teodóra Jelisava volt, akivel 1918. május 18-án Budapesten keltek egybe. Fiai dr. Mező Béla és dr. Mező Péter.

## Művei
- Húgyivarszervek sebészeti megbetegedései (Budapest, 1919)
- A prostata megbetegedései (Budapest, 1929)
- A húgyutak gyulladásos megbetegedései (Budapest, 1933)

## Fordítás
- Ez a szócikk részben vagy egészben  a   Béla Mező című olasz Wikipédia-szócikk ezen változatának fordításán alapul.  Az eredeti cikk szerkesztőit annak laptörténete sorolja fel. Ez a jelzés csupán a megfogalmazás eredetét és a szerzői jogokat jelzi, nem szolgál a cikkben szereplő információk forrásmegjelöléseként.